# Lophozancla
Lophozancla là một chi bướm đêm thuộc họ Erebidae.

## Loài
- Lophozancla prolixa Turner, 1932